# Sankt Kors Fastighetsaktiebolag
Sankt Kors Fastighetsaktiebolag är ett kommunalt fastighetsbolag i Linköpings kommun. Av kommunens fastighetsbolag, ansvarar Sankt Kors för lokaler som hyrs ut till privata företag; de övriga är Stångåstaden (bostäder) och Lejonfastigheter (lokaler för offentlig verksamhet).
Sankt Kors grundades 1928 av entreprenören Jonn O. Nilson och döptes efter kvarteret med samma namn, där företagets första fastigheter låg. 1964 såldes bolaget till Tekniska verken som var intresserade av Hackefors Kraftstation som då ägdes av Sankt Kors. Efter att  elproduktionsverksamheten och distributionsnätet lyfts ur bolaget såldes det vidare till Linköpings kommun 1967.
Bolaget och dess dotterbolag äger idag fastigheter i Mjärdevi, Ebbepark, Vallastaden, Vreta klosters distrikt samt vid Linköping-Saabs flygplats. I Sankt kors ingår Dukaten, som ansvarar för genomförandet av Linköpings Kommuns parkeringsstrategi.